# Katsumi Matsumura
Katsumi Matsumura, född 8 mars 1944 i Osaka, är en japansk före detta volleybollspelare.
Matsumura blev olympisk guldmedaljör i volleyboll vid sommarspelen 1964 i Tokyo.